# U-Bahnhof Gustav-Adolf-Straße
Der U-Bahnhof Gustav-Adolf-Straße (Abkürzung: GA) ist der 43. U-Bahnhof der Nürnberger U-Bahn und wurde am 14. Juni 2008 eröffnet. Er war bis zur Eröffnung des nachfolgenden Bauabschnitts am 15. Oktober 2020 Endbahnhof der Linie U3. Der Bahnhof ist 898 m vom U-Bahnhof Großreuth bei Schweinau und 607 m vom U-Bahnhof Sündersbühl entfernt. In Richtung Nordwestring schließt sich ein doppelter Gleiswechsel an. Die Gustav-Adolf-Straße ist nach dem Schwedenkönig Gustav Adolf II. benannt und Teil des Nürnberger Rings. Täglich wird er von rund 12.100 Fahrgästen genutzt (Mo–Fr, 2019). In der Umgebung der Gustav-Adolf-Straße bzw. des Bahnhofs sind mehrere Straßen nach Persönlichkeiten des Dreißigjährigen Krieges benannt - zum Beispiel Tilly oder Wallenstein, welche zu Gustav Adolfs bekanntesten militärischen Gegnern zählten.

## Lage

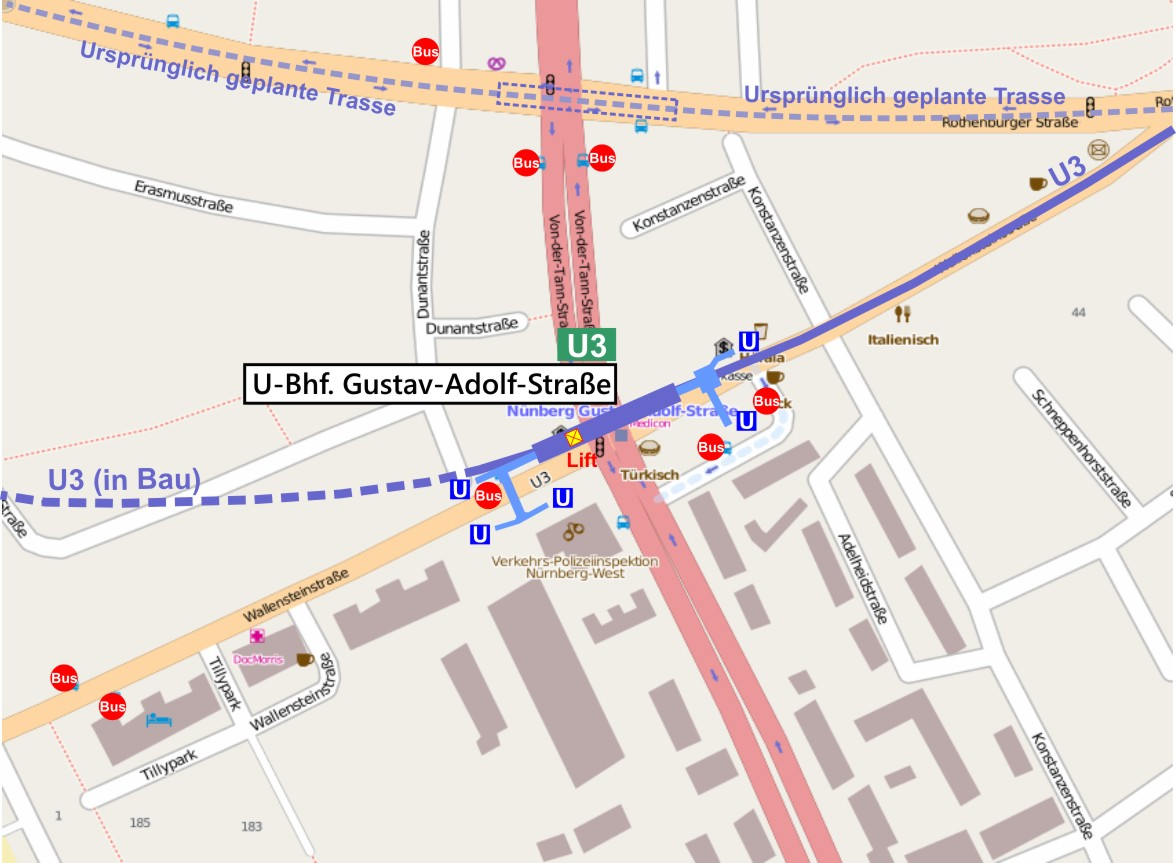
Lageplan U-Bahnhof Gustav-Adolf-Straße

Der Bahnhof liegt an der Grenze der Nürnberger Stadtteile Großreuth bei Schweinau und St. Leonhard und erstreckt sich unterirdisch in Ost-West-Richtung unter der Wallensteinstraße zwischen Konstanzen- und Dunantstraße. Von den beiden Bahnsteigköpfen führen Ausgänge in ein Verteilergeschoss und von dort aus auf die Süd- und Nordseite der Wallensteinstraße. Zusätzlich gibt es einen Aufzug von der Bahnsteigebene an der westlichen Seite der Von-der-Tann-Straße. Am östlichen Aufgang befindet sich auf der Fläche der ehemaligen Straßenbahnwendeschleife ein Busbahnhof.

## Bauwerk und Architektur
Das Bahnhofsbauwerk ist 186 m lang, etwa 14 m breit und 7 m tief (eineinhalbfache Tiefenlage). Die Bauarbeiten für den Bahnhof begannen 2003 und wurden in offener Bauweise mit Berliner Verbau ausgeführt. Um den Straßenverkehr während der Bauzeit nicht zu stark zu beeinträchtigen, wurde die Wallensteinstraße zwischen Konstanzen- und Dunantstraße südlich um die Baugrube herumgeführt und durch eine neue Kreuzung mit dem Westring verbunden. Der Verkehr auf dem Westring selbst wurde mit Hilfsbrücken über die Baugrube geführt.
Die Gestaltung des Bahnhofs wurde dem Architekturbüro KJS+ übertragen. Die beiden Seitenwände des Bahnsteigs werden durch seitlich an den Lichtbändern angebrachte Leuchtstoffröhren in den Landesfarben Schwedens (blau und gelb) beleuchtet. In der westlichen Verteilerebene befinden sich Nachbildungen der vom Maler Anthonis van Dyck geschaffenen Porträts Gustav Adolfs und Wallensteins. In der östlichen Verteilerebene befindet sich eine Nachbildung des von Joachim von Sandrart geschaffenen Gemäldes Friedensmahl. Die Aufgänge sind mit Mosaiken verziert.

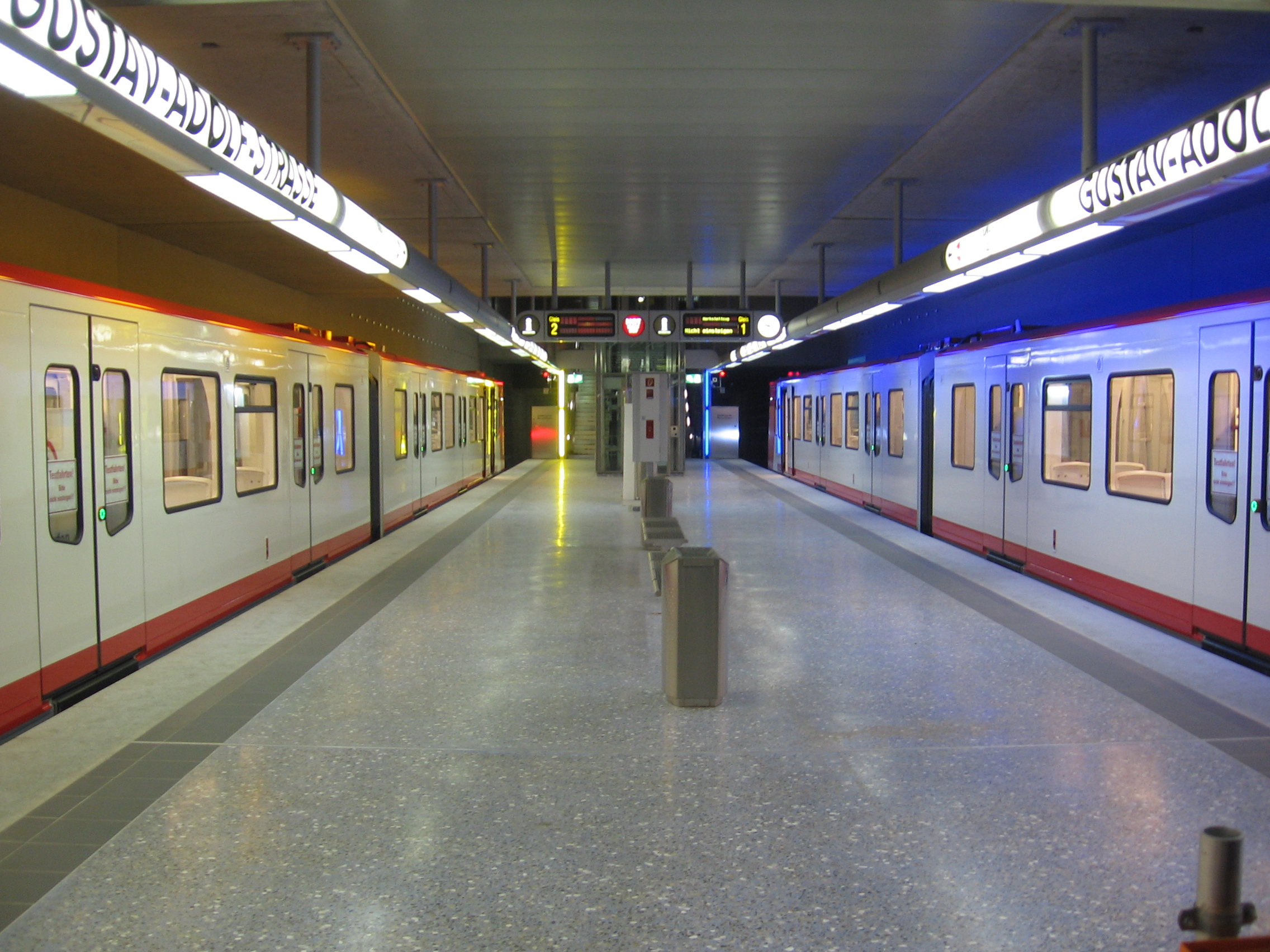
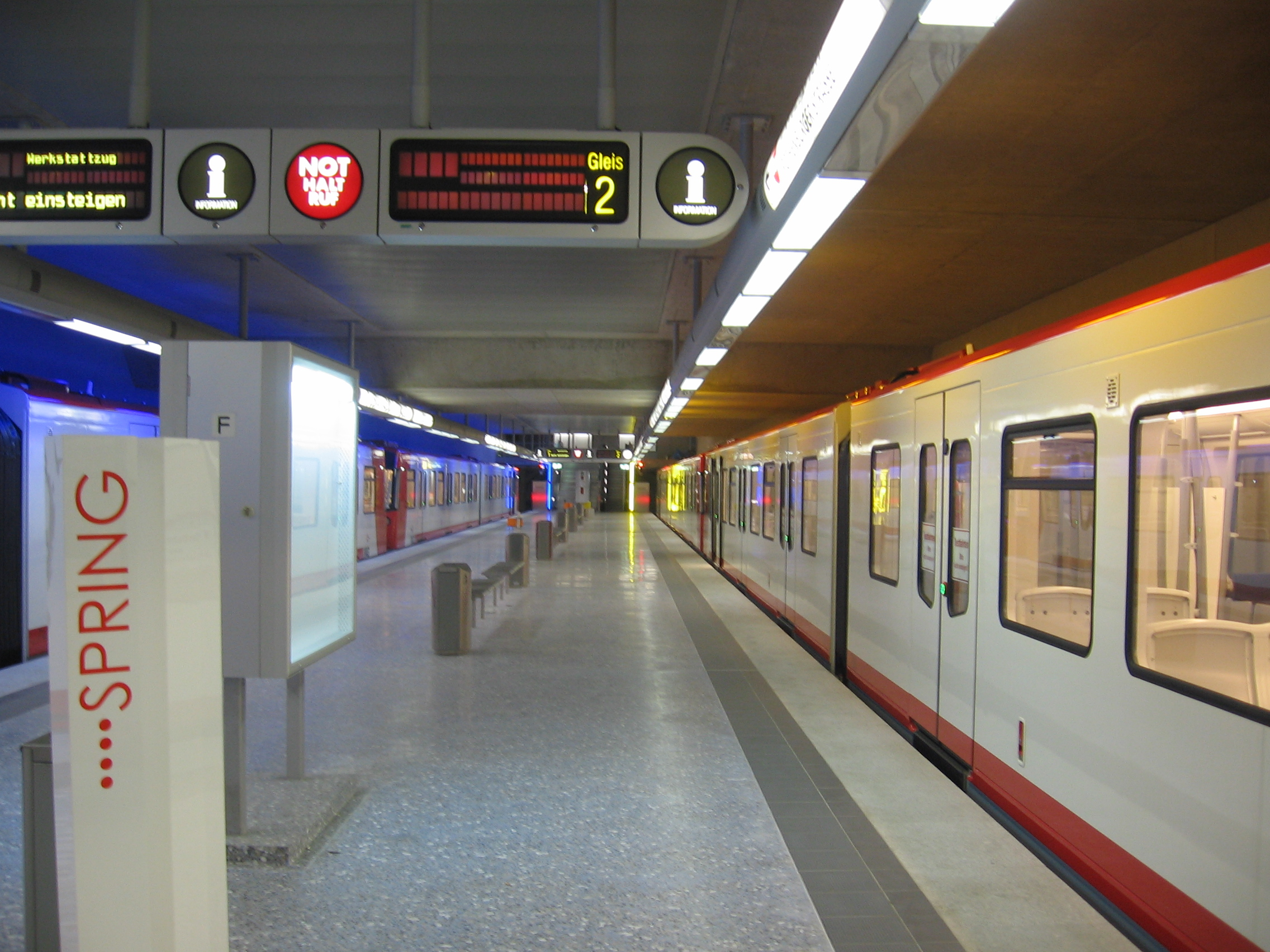
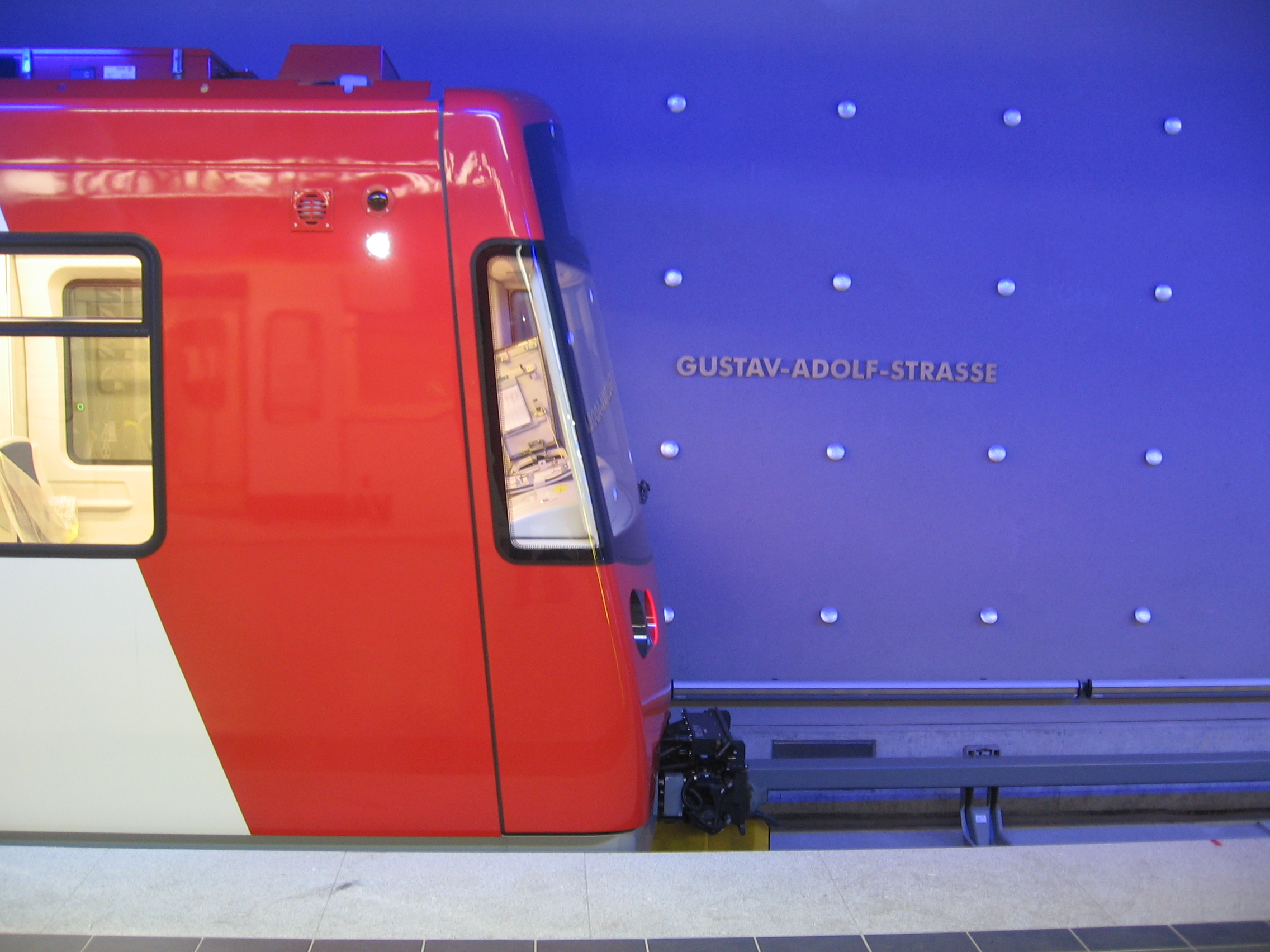
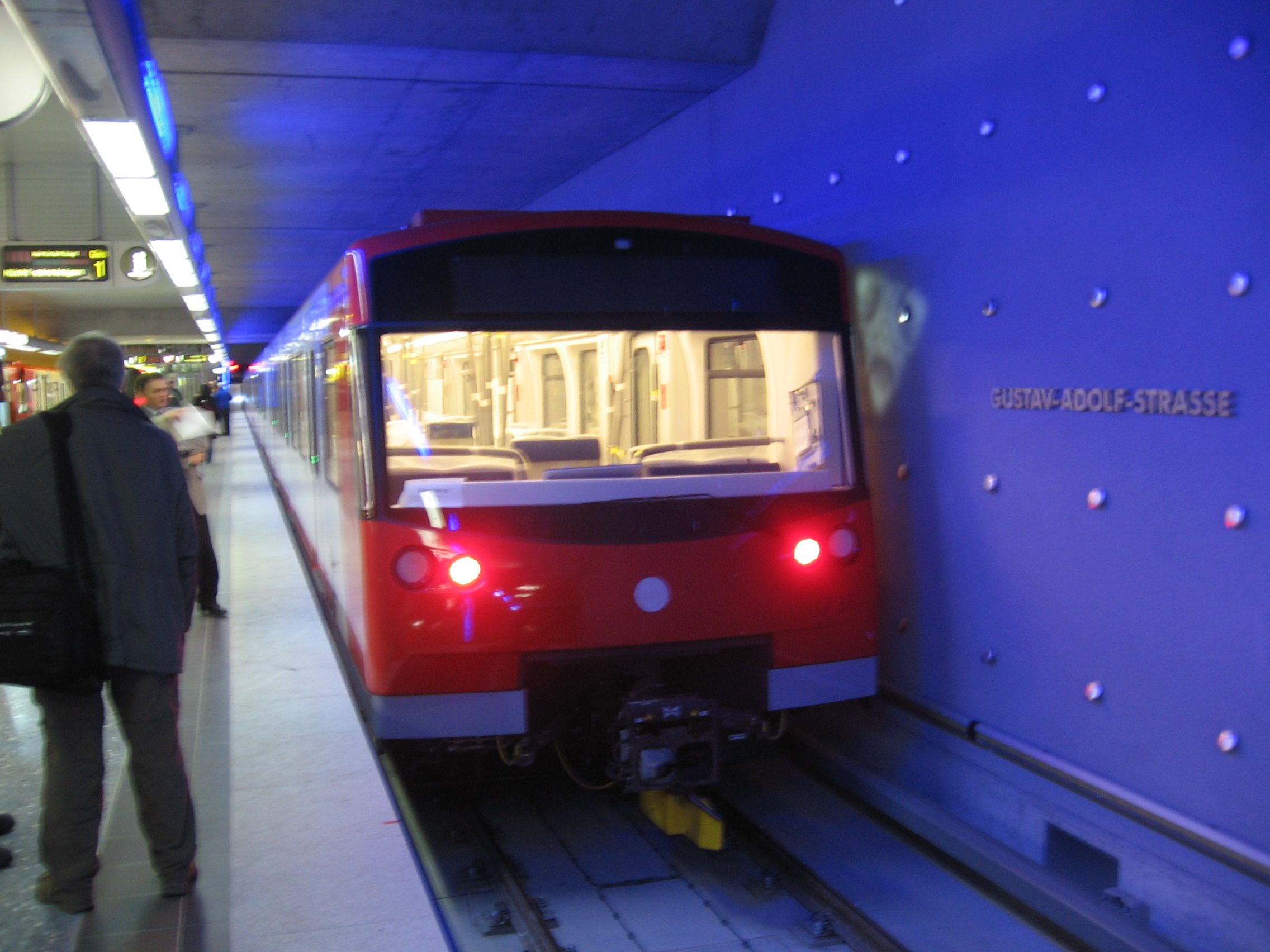
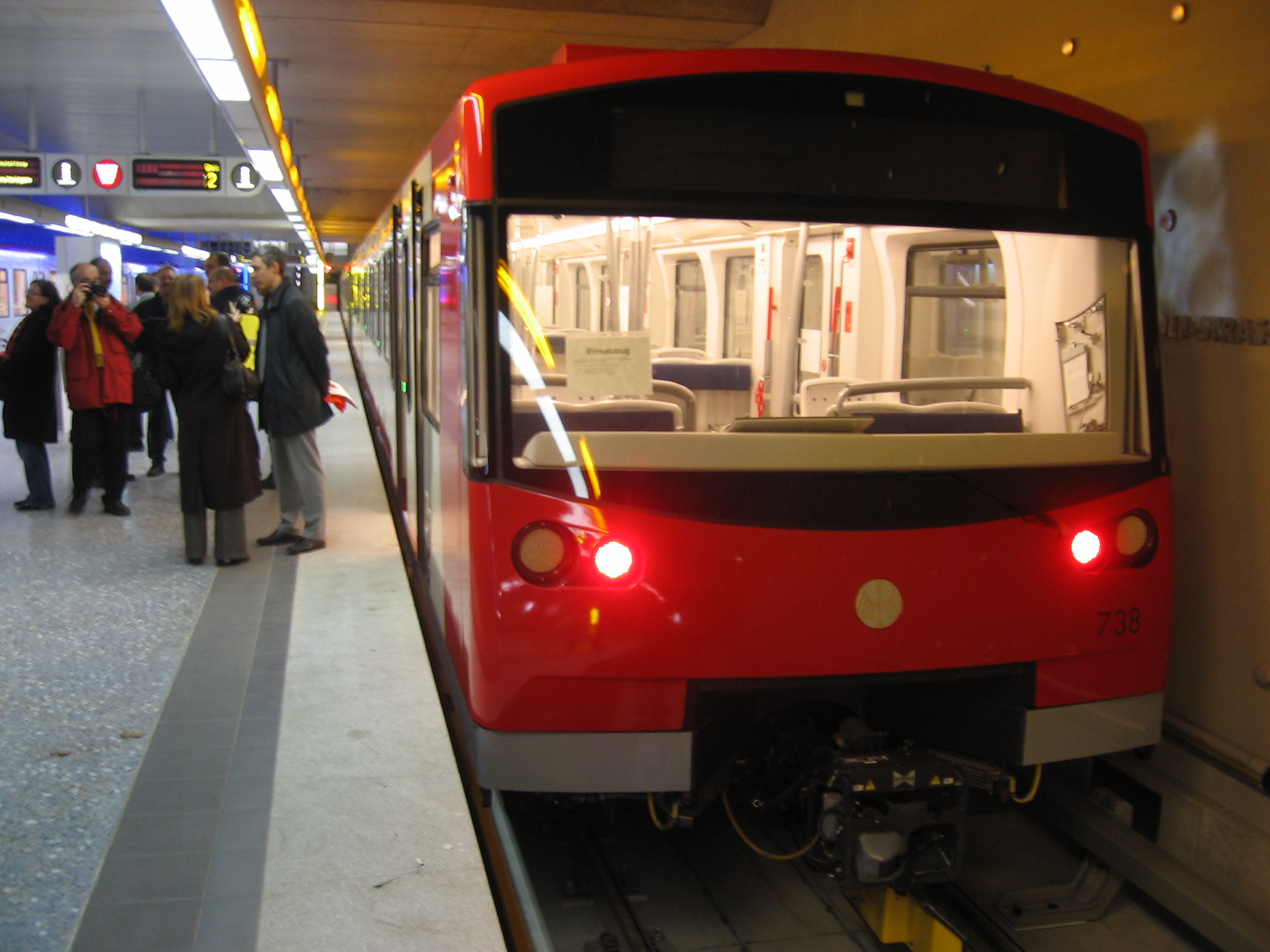

## Linien
| Linie | Verlauf | Takt                                 |
| ----- | --- | ------------------------------------ |
| U3    | Großreuth bei Schweinau – Gustav-Adolf-Straße – Sündersbühl – Rothenburger Straße – Plärrer – Opernhaus – Hauptbahnhof – Wöhrder Wiese – Rathenauplatz – Maxfeld – Kaulbachplatz – Friedrich-Ebert-Platz – Klinikum Nord – Nordwestring Stand: Fahrplanwechsel Dezember 2024 | 5 min (HVZ) 5 min (NVZ) 10 min (SVZ) |

Der Bahnhof wird von der Linie U3 bedient. Am Omnibusbahnhof enden die Buslinien 68 bis 73, am Westring hält die Linie 35. An den Wochenenden und vor Feiertagen wird die naheliegende Haltestelle Rothenburger-/Von-der-Tann-Straße auch von der Nachtbuslinie N8 angefahren.